# Pandansari (Sumber)
Pandansari is een bestuurslaag in het regentschap Probolinggo van de provincie Oost-Java, Indonesië. Pandansari telt 4464 inwoners (volkstelling 2010).